# Ambad
Ambad è una città dell'India di 26.096 abitanti, situata nel distretto di Jalna, nello stato federato del Maharashtra. In base al numero di abitanti la città rientra nella classe III (da 20.000 a 49.999 persone).

## Geografia fisica
La città è situata a 19° 37' 58 N e 75° 47' 21 E.

## Società

### Evoluzione demografica
Al censimento del 2001 la popolazione di Ambad assommava a 26.096 persone, delle quali 13.726 maschi e 12.370 femmine. I bambini di età inferiore o uguale ai sei anni assommavano a 4.017, dei quali 2.087 maschi e 1.930 femmine. Infine, coloro che erano in grado di saper almeno leggere e scrivere erano 16.968, dei quali 10.009 maschi e 6.959 femmine.